# Acutotyphlops kunuaensis
Acutotyphlops kunuaensis — вид змій родини сліпунів (Typhlopidae). Ендемік Папуа Нової Гвінеї.

## Поширення і екологія
Acutotyphlops kunuaensis є ендеміками острова Бугенвіль в архіпелазі Соломонових островів. Вони живуть у вологих рівнинних тропічних лісах.